# Рабинович, Семён Хацкелевич
Семён Хацкелевич Рабинович (15 декабря 1903, Утомир (Ушомир) Житомирского уезда Волынской губернии — 1971, Москва, СССР) — советский еврейский редактор и публицист. Писал на идише. До войны работал в редакции центральной газеты «Дер эмес». Участник ВОВ. В послевоенные годы заместитель главного редактора газеты «Эйникайт». Репрессирован в 1949 году. Реабилитирован в 1955 году. Работал в АПН, сотрудничал с журналом «Советиш геймланд» («Советская родина»). Автор нескольких книг и многочисленных публикаций в периодических изданиях разных стран мира.

## Биография
Родился 15 декабря 1903 года в семье ремесленника в местечке Утомир (Ушомир) Житомирского уезда Волынской губернии.
Во время Гражданской войны служил в 1-й конной армии. В начале 1920-х годов он приехал учиться в Москву. Окончил рабфак и поступил на факультет журналистики в Московский государственный университет.
С 1926 года член ВКП (б).
В 1936 году заведовал сектором партийного строительства в редакции ежедневной газеты на идише «Дер эмес» («Правда»).
В 1936—1937 годах принимал активное участие в подготовке проведения в Еврейской автономной области научной конференции по дальнейшему развитию языка и письменности еврейского народа. В январе 1937 году заместитель редактора С. Х. Рабинович, открывая в редакции «Дер эмес» организационное совещание учёных-языковедов, писателей, журналистов, подчеркнул во вступительном слове значение тематики запланированной на февраль конференции для всей еврейской национальной культуры. Несмотря на широкую поддержку идеи в общественно-научных кругах, конференция по предложению отдела науки ЦК ВКП(б) сначала была отложена, а затем в связи с активизацией репрессий и совсем отменена.

### 1941—1945
С началом Великой Отечественной войны был мобилизован в армию. Служил в 352 стрелковой дивизии с момента её формирования в августе 1941 года в Бугульме и до завершения боевых действий на территории Чехословакии в мае 1945 года.
Весной 1942 года был назначен в редакцию дивизионной газеты «Вперёд на Запад» сначала литературным сотрудником, а с ноября того же года — её редактором. В наградном листе от 30 марта 1943 года отмечено, что газета «под его руководством стала подлинно красноармейской, воспитывавшей у бойцов лютую ненависть к врагу, зовущей на подвиги и храбрость в бою». Командование высоко оценивало не только вклад и мобилизующую роль редактора дивизионной газеты в выполнении боевых задач при освобождении белорусских городов от вражеских войск, но и храбрость и мужество журналиста, который вместе со 1158 стрелковым полком одним из первых вошёл в Гродно.
По мере освобождения оккупированных территорий становились очевидными зверства оккупантов по отношению к мирному населению. В послевоенном очерке «Белорусские встречи» С. Х. Рабинович писал о своих впечатлениях от увиденной разрухи, когда казалось невозможным снова вдохнуть жизнь в оставшиеся руины городов и деревень. Командир его 352 дивизии генерал-майор Н. М. Стриженко признавался в жажде справедливой мести, в том числе и за «реки крови евреев», пролитые захватчиками на пространствах от Смоленска до германской границы. Награждённый в августе 1944 года боевым орденом С. Х. Рабинович говорил, что, как еврей, считал своим нравственным долгом личное участие в бескомпромиссной борьбе с нацистами:

«Я сказал, что народ мой счастлив, что его сыновья, плечом к плечу с русским народом, защищают свою родину, и что мы, евреи-воины, оправдаем ожидания народа. <...> Как же не драться с таким гнусным врагом? Он убил моего отца, мать, моих близких, резал и терзал мой народ, в крови утопил миллионы людей. <...> ...Мы жестоко отомстим за муки и горе народа. Да, это будет, живу сейчас этой мыслью. Своими руками буду мстить. Это моя мечта, этим сейчас живу».
(Письмо Шломо (Семена) Рабиновича его жене Розе Кац и их детям, в котором отражается реакция автора на массовые убийства евреев, <август 1944 года> // Излить наболевшую душу: письма евреев СССР, 1941-1945 / сост. А. Зельцер. Иерусалим: Яд Вашем, 2019. С. 95-96).

В мае 1945 года С. Х. Рабинович был среди офицеров, которые помогали измученным узникам, освобождённым советской армией из концлагеря-гетто в Терезине, где к концу войны оставалось до 20 тысяч евреев.
Демобилизовался из армии 7 декабря 1945 года.

### После войны
Как военный журналист, с фронта писал для «Совинформбюро» и выходившей на идише газеты «Эйникайт» («Единение») — официального органа Еврейского антифашистского комитета (ЕАК), которая издавалась с июня 1942 года. По возвращении в Москву продолжал работать в газете «Эйникайт», игравшей заметную роль в доведении до читателей, в том числе за рубежами СССР, правды о жертвах и героизме советского народа, в том числе евреев, в борьбе с нацизмом. Писал о евреях не только на войне, но и в мирной жизни. Был заместителем главного редактора газеты.
В конце 1948 года на фоне официальных гонений на ЕАК газету «Эйникайт» обвинили в чрезмерном национализме и продвижении сионистских настроений. 20 ноября вышел её последний выпуск. На основании полученных незаконным путём признаний обвиняемых по сфальсифицированному уголовному делу против членов ЕАК с начала 1949 года были арестованы и привлечены к ответственности по обвинению в шпионаже и антисоветской националистической деятельности 125 общественных деятелей, ученых, творческих работников и других лиц еврейской национальности, в том числе — заместитель редактора газеты «Эйникайт» С. X. Рабинович. Был приговорён к исправительно-трудовым работам и отбывал наказание в одном из воркутинских лагерей.
Реабилитирован и освобождён из заключения в 1955 году. Жил в Москве.
Работал в АПН. Писал статьи для зарубежных газет — варшавской «Фолксштимэ» («Голос народа»), нью-йоркской «Моргн фрайгайт» (идиш מאָרגן־פרײהײט‎ «Утренняя свобода») и многих других. В 1965 году в Москве организовал для главного редактора «Моргн фрайгайт» Пола Новика (англ. Paul Novick) встречу с заместителем Генерального прокурора СССР Н. В. Жогиным в связи с обсуждением в западной прессе проявлений антисемитизма в СССР.
С 1961 года сотрудничал с журналом «Советиш геймланд» («Советская родина»). В частности, в 1961-1963 годах он вёл в журнале рубрику «Хроника». В своей статье, опубликованной в «Огоньке» по случаю 10-летия «Советиш геймланд», С. Х. Рабинович подчеркнул вклад журнала в развитие еврейской литературы как «органической части всей многонациональной советской литературы».
В середине 1960-х годов написал для АПН пропагандистскую брошюру «Евреи в Советском Союзе» о достижениях советской власти в решении "еврейского вопроса". Эпиграфом к брошюре стали слова «дедушки еврейской литературы», писателя Менделе Мойхер-Сфорима (1836—1917):
Для нас родина - это страна, где родились и умерли многие поколения нашего народа, где мы сами родились, работаем и умрём.
В 1965—1967 годах брошюра была издана АПН на идише, английском, испанском языках.
В 1965 году С. Х. Рабинович выступил координатором издания на идише книги Маши Рольникайте «Их муз дерцейлн» («Я должна рассказать»), совместно осуществленного АПН и варшавским издательством «Идиш бух».
В декабре 1965 года сотрудник АПН С. Х. Рабинович первым из советских журналистов, пишущих на идише, посетил Израиль. Он был включён в состав делегации московского клуба «Спартак», который проводил товарищеские матчи с израильскими футболистами. Его путевые заметки под названием «Москва—Тель-Авив» были опубликованы в журнале «Советиш геймланд» (1966, № 6). В конце 1960-х годов был консультантом разрабатываемого по инициативе АПН сценария документального фильма «Мы здесь родились» (1969) о жизни советских евреев в разных регионах страны и их достижениях в науке, производстве и культуре. В январе 1971 года в АПН вышла под псевдонимом С. Нович его книга «В семье единой дружной» на английском языке.
С. Х. Рабинович принадлежал к числу советских писателей — выходцев из местечек черты оседлости, родившихся в начале XX века и получивших высшее образование уже после революции, по роду журналистской или переводческой деятельности связанных с русскоязычной культурной средой, которые, по формулировке американского историка Леона Шапиро, «сознательно идентифицировали себя с еврейской литературой и с творческой работой на идиш».

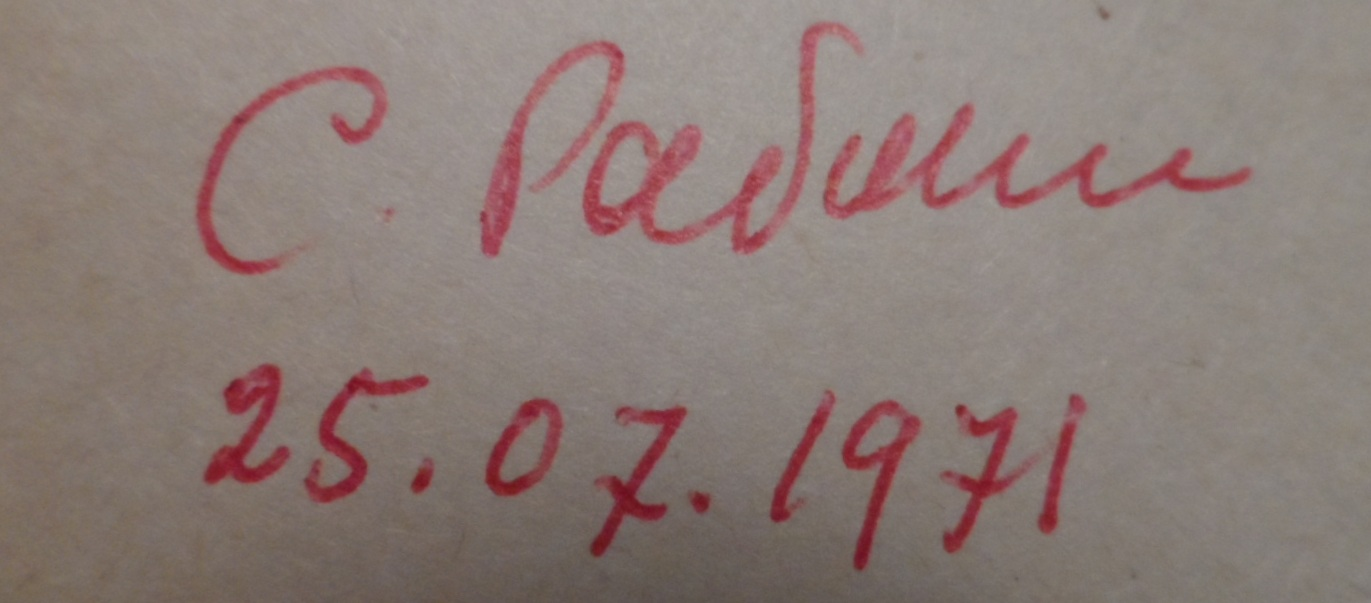
Автограф журналиста АПН, писателя Семёна Хацкелевича Рабиновича

Умер в Москве в 1971 году. Похоронен на Востряковском кладбище.

### Награды
- Медаль «За боевые заслуги» (04.05.1943)
- Орден Красной Звезды (02.11.1943)
- Орден Отечественной войны II степени (10.08.1944)
- Орден Отечественной войны II степени (31.05.1945)
- Медаль «За взятие Кёнигсберга» (1945)[27].

### Семья
Первая жена - Мина Абрамовна (Шейнкер) (1908 - 1968).

Дочь - Эмилия (в замужестве - Басс) (1932).
Вторая жена — Роза Яковлевна (Кац) (1915 - 2011).

Сыновья — Вадим (1940) и Ефим (1946).

## Комментарии
1. ↑  С. Х. Рабинович вспоминал, что в типичном для черты оседлости родном местечке, было больше мелких лавочек, чем покупателей, а «беднейшие из бедных» семьи портных, сапожников, кузнецов и каменщиков притеснялись как местными богачами и фанатичным духовенством, так и официальными властями.
2. ↑  В октябре 1937 года был арестован и вскоре расстрелян редактор газеты М. И. Литваков, а в 1938 году само издание было закрыто.
3. ↑  Нацисты использовали лагерь как перевалочный пункт для сбора евреев из разных европейских стран. Через него прошли около 140 тысяч человек.
4. ↑  В 1948 году газета печаталась тиражом десять тысяч экземпляров, из которых восемьсот предназначались для отправки в другие страны.
5. ↑  120 человек из 125 арестованных были приговорены: к высшей мере наказания — 23 человека, к 25 годам ИТЛ — 20, к 20 годам — 3, к 15 годам — 11, к 10 годам — 50, к 8 годам — 2, к 7 годам — 1, к 5 годам — 2, к 3,5 годам — 1, к 10 годам ссылки — 1. Умерли во время следствия — 6.
6. ↑  В 1960-х годах С. Х. Рабинович был единственным в АПН журналистом, пишущим на еврейском языке.
7. ↑  «Преступная связь» с американским разведчиком Новиком была поставлена в вину обвиняемым по делу ЕАК. В реабилитационных документах Военной прокуратуры в 1955 году редактор коммунистической газеты «Моргн фрайгайт» характеризовался как прогрессивный деятель, ветеран рабочего движения и член компартии США.